# Chela ouate
Chela ouate (lâche-toi, en verlan) est une émission de télévision mensuelle de débat, présentée par Christian Spitz et Julia Versène, diffusée du 24 septembre 1994 au 24 juin 1995 sur France 2.

## Historique
L'émission s'arrête faute d'audience.